# 墨尔本 (肯塔基州)
墨尔本（英語：Melbourne），是美国肯塔基州的一座城市。面积约为2.1平方公里（0.8平方英里）。根据2010年美国人口普查，该市的人口为401人。